# Нова Суртайка
Нова Сурта́йка (рос. Нова Суртайка) — село у складі Красногорського району Алтайського краю, Росія. Входить до складу Бистрянської сільської ради.

## Населення
Населення — 184 особи (2010; 218 у 2002).
Національний склад (станом на 2002 рік):
- росіяни — 85 %